# Острів Мен
О́стрів Мен (англ. The Isle of Man [mæn], менс. Ellan Vannin [ɛl ʲ ən vanɪn]) — Коронне володіння Британської корони. Розташований в Ірландському морі приблизно на однаковій відстані від Англії, Ірландії, Шотландії та Уельсу. Острів Мен має один з найстаріших парламентів у світі (Тінвальд) — з 979 року.
1973 року Сполучене Королівство Великої Британії та Північної Ірландії (Велика Британія) приєдналося до ЄС разом з Гібралтаром. Острів Мен і Нормандські острови до складу ЄС не вступили.
Символ острова Мен — трискеліон, три ноги, що біжать і виходять з однієї точки. Трискеліон символізує стабільність, що відображено у девізі острова. Також він зображений на прапорі та гербі острова.

## Географія
Острів Мен розташований в Ірландському морі між Великою Британією та Ірландією. Острів має приблизно 51 км в довжину і від 13 до 25 км в ширину. Площа острова становить 572 км ². У безпосередній близькості від самого острова розташовані невеликі острівці Каф-оф-Мен, Чікен-Рок , Сент-Патрік, Сент-Майкл, Кітерленд та Сент-Мері.
Найвища точка острова Мен — гора Снефель (621 м).
Найдовша річка — Салба (18 км), найбільша внутрішня водойма — водосховище Салба (0,616 км ²)

## Клімат
| Клімат острова                             | Клімат острова | Клімат острова | Клімат острова | Клімат острова | Клімат острова | Клімат острова | Клімат острова | Клімат острова | Клімат острова | Клімат острова | Клімат острова | Клімат острова | Клімат острова |
| Показник                                   | Січ.           | Лют.           | Бер.           | Квіт.          | Трав.          | Черв.          | Лип.           | Серп.          | Вер.           | Жовт.          | Лист.          | Груд.          | Рік            |
| Середній максимум, °C                      | 8,2            | 7,9            | 9,2            | 11,1           | 14,1           | 16,3           | 18,1           | 18,1           | 16,3           | 13,6           | 10,9           | 8,9            | 12,8           |
| Середній мінімум, °C                       | 3,9            | 3,4            | 4,4            | 5,4            | 7,7            | 10,2           | 12,2           | 12,4           | 11,1           | 8,9            | 6,3            | 4,5            | 7,6            |
| Середня кількість сонячних годин на місяць | 54,1           | 77,9           | 115,9          | 171,2          | 227,6          | 203,4          | 197,4          | 184,9          | 138,9          | 103,6          | 63,5           | 46,0           | 1584,6         |
| Норма опадів, мм                           | 82.6           | 57.5           | 65.5           | 55.7           | 50.9           | 58.1           | 56.2           | 65.3           | 75.3           | 102.5          | 103.1          | 91.8           | 864.4          |
| Днів з дощем                               | 14,0           | 10,6           | 11,8           | 9,9            | 9,7            | 9,8            | 9,0            | 10,8           | 11,1           | 14,1           | 15,2           | 13,9           | 140,1          |
| ------------------------------------------ | -------------- | -------------- | -------------- | -------------- | -------------- | -------------- | -------------- | -------------- | -------------- | -------------- | -------------- | -------------- | -------------- |
| Джерело: Met Office                        |                |                |                |                |                |                |                |                |                |                |                |                |                |

## Назва
Точна етимологія назви острова невідома. Ґельською острів називався Ellan Vannin (ellan означає «острів»). Найстаріша відома форма назви Мен — Manu або Mana. У своїх «Записках про ґальську війну» Юлій Цезар згадує острів Meb (острів, який лежить на півдорозі між Британією та Ірландією) під назвою Mona.

## Історія
Історію острова Мен можна розділити на три основних періоди — кельтський період, скандинавський період (період вікінгів) та британський період.

### Передісторія
Острів Мен виник приблизно 8500 років тому (епоха мезоліту), коли внаслідок танення льодовиків був затоплений перешийок, що з'єднував острів Мен з Великою Британією (у цей же час островом стала і сама Велика Британія, яка до цього з'єднувалася з Євразією). Точне розташування перешийка між островом Мен і Великою Британією невідомо досі.

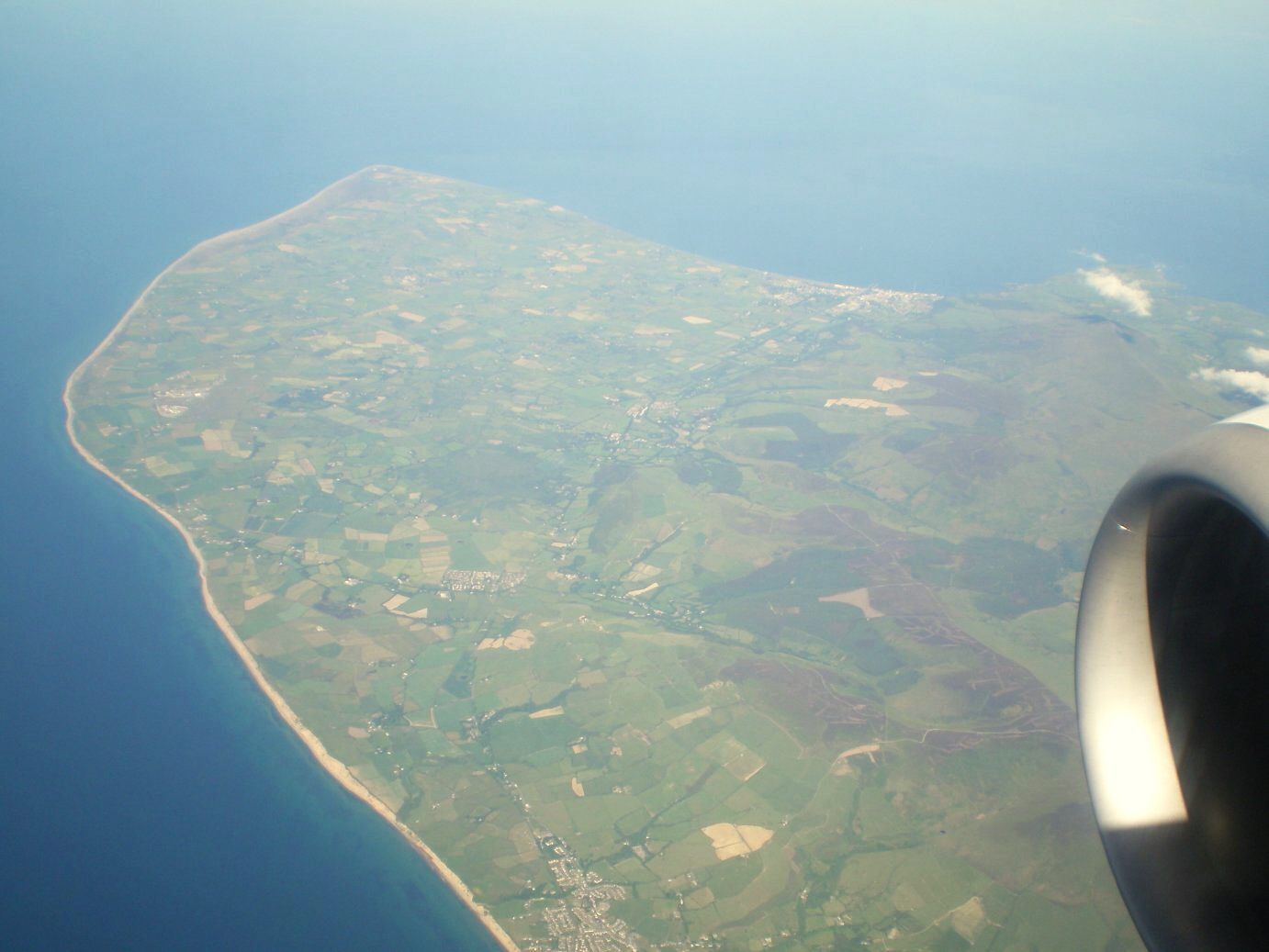
Аерофотознімок острова Мен: селища Рамсі та Майкл

### Кельтський період

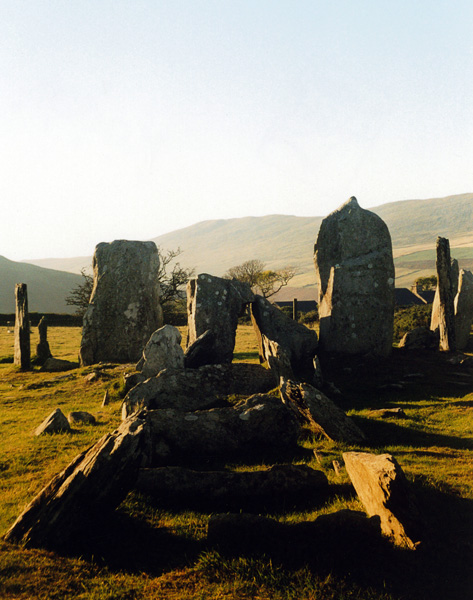
Доісторичний мегалітичний комплекс «Замок на висоті» (Cashtal yn Ard), Рамсі.

Про раннє заселення острова людьми свідчать мегалітичні споруди епохи неоліту. Такі споруди є, наприклад, в околицях Рамсі.
Римляни, що завоювали Британію, не зацікавилися островом Мен і не створили там постійну колонію, про це свідчить вкрай небагато римських артефактів, знайдених на острові.
Раніше вважалося, що король Ольстера  Баетан мак Кайріл в VI столітті намагався завоювати острів, але тепер історики вважають, що насправді описані в хроніках події відбувалися в районі Ферт-оф-Клайд та Ферт-оф-Форт (Шотландія). Є відомості про завоювання островів Мен і Анґлсі королем Нортумбрії — Едвіном, 616 року. Але навіть, якщо ці відомості відповідають дійсності, англійцям усе одно не вдалося закріпитися на острові Мен, і вони не вплинули на його історію.

#### Навернення острів'ян у християнство[8]
Згідно з описом, християнство було принесено на острів Мен святим Патріком (покровителем Ірландії). У будь-якому разі, острів був рано навернений до християнства. Імовірно, острів був охрещений на початку VI століття. Місіонерами, швидше за все, були вищезгадані ірландці.
Місіонери побудували на острові багато невеликих капел (keeills). Священик молився всередині, але проповіді та обряди проводилися зовні будівлі. Збереглися згадки про 174 такі капели. Останнім часом віднайдено залишки всього лише 35 капел. Більшість із них були перебудовані, як-от церкви Kirk Maughold та Kirk Christ Malew, збудовані якраз на залишках прадавніх капел.

### Скандинавський період
Нормани з'явилися в Ірландському морі наприкінці VIII століття. Між 800 і 815 роками вікінги здійснювали набіги на острів, у другій половині IX століття вони заснували на острові свої поселення та підпорядкували острів своїй владі. Між 850 і 890 роками острів підпорядковувався скандинавським королям Дубліна, а між 890 і 1079 роками — графам Оркнейських островів. Протягом усього скандинавського періоду острів формально був васалом Норвегії, але фактично норвежці майже не втручалися до справ острова.
Вплив вікінгів на культуру населення острова був не дуже значним, про що свідчить факт збереження кельтської мови острова.
1079 року сталася битва при Скайхіллі та острів Мен увійшов до складу королівства Мен і (інших) островів (Kingdom of Mann and the Isles), першим правителем якого був Ґодред Крован (Godred Crovan). 1164 року королівство розділилося на дві окремі держави: Королівство Островів (також Королівство Гебрид) та Королівство Мен.
Резиденція королів острова розташовувалася в замку Пів, який був перебудований вікінгами з давнього кельтського монастиря.
1265 року острів Мен був завойований шотландцями. У результаті Пертського договору між Норвегією та Шотландією (підписано 2 липня 1266 року), Норвегія відмовилася від домагань на острів Мен, який формально увійшов до складу Шотландії, але лише 1275 року, після битви Роналдсвей поруч із Каслтавн, шотландці встановили фактичний контроль над островом.

### Британський період

Топографічна мапа острова Мен

Протягом першої половини XIV століття острів Мен неодноразово переходив від Англії до Шотландії та навпаки. Англія остаточно утвердилася на острові після того, як 17 жовтня 1346 року Шотландія зазнала поразки в битві при Невілс-Крос.
У другій половині XIV століття англійські королі то віддавали острів Мен своїм васалам, то повертали острів під свій безпосередній контроль. 1405 року англійський король Генріх IV передав острів у довічне володіння Джону Стенлі (John Stanley), а наступного року острів перейшов у феодальне володіння династії Стенлі. Члени династії Стенлі носили титул короля острова Мен до 1504 року, після цього вони носили титул лорда острова Мен.
Власники рідко відвідували свій острів, фактично островом правили призначені ними губернатори.
Під час англійської громадянської війни, 1643 року, англійський король Карл I наказав тодішньому лорду острови Джеймсу Стенлі вирушити на острів для упокорення революційних настроїв, які там назрівали. На підтримку йому були виділені англійські солдати. Стенлі та його гарнізон встановили на острові жорстку владу, обмеживши свободу жителів. З іншого боку він допомагав жителям, наприклад за його наказом на острів прибули англійські майстри, які навчали місцевих жителів корисним ремеслам.
Через шість місяців після смерті короля Карла Стенлі отримав від Генрі Айртона наказ про здачу острова під контроль сил парламенту. Стенлі відмовився, і в серпні 1651 року він полишив острів зі своєю армією з метою приєднання до армії короля Карла II. У битві при Вустері війська короля зазнали поразки, Стенлі був захоплений у полон та незабаром страчений.
1660 року, після повстання Вільяма Крістіяна (William Christian, більш відомий як Illiam Dhone) і короткого періоду, коли лордом острова був призначений Томас Фейрфекс (Thomas Fairfax), на острові була реставрована династія Стенлі.
1704 року Тінвальд прийняв важливий закон, відомий як акт про поселення (Act of Settlement). До цього вся земля на острові вважалася власністю лорда. Селяни не мали права продавати, купувати або дарувати свої земельні наділи без дозволу лорда. отримання такого дозволу супроводжувалося сплатою великого мита. Акт про поселення закріпив за жителями острова право на вічне володіння своїми земельними ділянками, на умові виплати малої ренти. Мита на продаж, купівлю та успадкування землі були значно знижені.
У XVIII столітті серед жителів дуже популярним заняттям стала контрабанда. Британський уряд не міг і далі дивитися на несанкціоновану торгівлю крізь пальці, тож у 1765 року було прийнято закон, відповідно до якого острів був викуплений у лорда за сімдесят тисяч фунтів.
Також, у 1866 році острову було надано право на більш широке самоврядування (Home Rule).

#### Туризм[9]
У XIX столітті туризм став найважливішою галуззю економіки острова. Масовий туризм розпочався в 1830-х роках, у зв'язку з організацією регулярного пароплавного сполучення між островом (насамперед — Дуґласом) та Ліверпулем. Число туристів, які відвідували острів, зростала протягом усього XIX століття та початку XX століття. Наприклад, якщо в 1870-х роках щороку острів відвідувало сто тисяч туристів, то 1913 року острів відвідало 553000 туристів. Після цього у зв'язку з початком Першої світової війни число туристів знизилося, і пік 1913 року був побитий лише 1948 року, але й опісля цього року їхнє число знову почало знижуватися. Пов'язано це з поступовим зростанням добробуту населення та розвитком авіації, наслідком чого стало зростання популярності курортів Південної Європи та більш екзотичних місць.

#### Острів під час світових воєн
Під час Другої світової війни на острові розташовувалися бази ВПС та морської авіації Великої Британії. Одна з них згодом стала цивільним аеропортом острова.
На острові розташовувалися табори для інтернованих, які існували тут під час Першої та Другої світових воєн. У цих таборах без будь-якого судового процесу і без пред'явлення звинувачень містилися тисячі цивільних осіб, які вважалися люди, що являють небезпеку для британської держави[джерело не вказане 4365 днів]. Під час обох воєн у таборах проживали громадяни країн-противників Великої Британії, у тому числі й біженці. Під час Другої світової війни в табори також були відправлені члени профашистських та крайньо-правих політичних партій.

#### Острів в другій половині XX— початку XXI століття
Для компенсації економічних втрат, пов'язаних зі зменшенням туризму, уряд знизив на острові податки. Метою цього кроку було залучення інвесторів. Цей захід викликав зростання економіки, але у неї є й негативні наслідки, як-от зростання корупції.
Юридичні тілесні покарання на острові були скасовані останніми в Європі у 1993 р.
Наприкінці XX — початку XXI століття спостерігається зростання інтересу до менської мови, яку до середини XX століття майже повністю витіснила англійська. У деяких сім'ях намагаються розмовляти менською, у зв'язку з чим зараз на острові є діти, для яких менська є рідною (хоча їхні батьки вивчили її вже у свідомому віці).

## Політичний устрій

### Державний устрій
Острів Мен є коронним володінням Великої Британії. Форма правління — парламентська конституційна монархія, політичний режим — демократія. Острів Мен не входить ні до складу Великої Британії, ні до складу Європейського союзу.

#### Виконавча влада
Глава держави — Лорд Мена (англ. Lord of Man, менс. Chiarn Vanninagh). Титул Лорда Мена належить Карлу III як королю Великої Британії. Представником Лорда Мена є лейтенант-губернатор, який призначається лордом Мена на п'ятирічний термін.

#### Законодавча влада[11]
Парламент острова, Тінвальд, існує з 979 року, роблячи його найстарішим безперервно діючим парламентом у світі, після ісландського Альтинґа (930 р.). Парламент двопалатний, нижня палата парламенту, палата ключів (англ. House of Keys — Палата ключів, менс. Kiare as Feed — двадцять чотири), обирається прямим загальним голосуванням раз на п'ять років. Палата ключів складається з 24 депутатів. Верхня палата та законодавча рада (англ. Legislative Council, менс. Choonseil Slattyssagh) складається з одинадцяти депутатів, які обираються нижньою палатою.
Після прийняття в обох палатах Тінвальду закон повинен бути затверджений лордом Мена, або ж його представником — лейтенантом-губернатором.
Президент Тінвальда обирається депутатами Тінвальда зі свого числа.
У Тінвальді представлені обидві діючі політичні партії острови — Ліберальна партія (Liberal Vannin Party, два депутати) та Менська лейбористська партія (Manx Labour Party, один депутат). Усі інші депутати Тінвальду є незалежними.

#### Судова влада та правова система[12]
На острові Мен діє своя власна правова система, яка має багато спільного з британською, але й водночас багато в чому й відмінна. Правова система острова Мен належить до англосаксонської правової родини, і є, таким чином, прецедентною.
Найближчими до британських законів є кримінальне, сімейне, соціальне право. Ці розділи права острова Мен засновані на Загальному праві. Найбільші відмінності належать до галузі фінансового права (наприклад в області оподаткування).
Вищою судовою інстанцією острова є два вищі судді, яких називають Дімстери (Deemsters, термін скандинавського походження).

### Зовнішня політика
Будучи залежною територією Великої Британії, острів не проводить самостійну зовнішню політику. Зовнішня політика, а також оборона острова є відповідальністю уряду Великої Британії.
Острів Мен не входить до Євросоюзу. Відносини між островом та Євросоюзом визначаються протоколом № 3 Акту про входження Великої Британії до складу Європейського союзу. Хоча острів не входить до Європейської економічної зони, відповідно до протоколу торгівля між островом та Євросоюзом проходить за внутрішніми правилами Євросоюзу.
Хоча жителі острова є громадянами Великої Британії, на них не поширюється право громадян Євросоюзу на вільне переміщення.

### Державна символіка
- Прапор Острова Мен
- Герб Острова Мен
- Гімн Острова Мен

## Адміністративно-територіальний поділ
Острів Мен ділиться на 24 адміністративних райони. Вони ж, у свою чергу діляться на три категорії:
- Райони-міста (town districts): Дуглас (столиця), Рамзі, Каслтавн, Піл
- Райони-села (village districts): Лаксі, Майкл, Онкен, Порт Ерін, Порт Сент-Мері
- Райони-парафії (parish districts): усі інші райони. Райони-парафії можуть складатися з кількох населених пунктів.

Місцеве врядування та райони острова Мен

Райони згруповані в шість округів: Ґафф, Ґленфаба, Майкл, Мідл, Рашен, Ер.
| №   | Адм. район (укр.) | Адм. район (англ.) | Статус | Округ (sheading) | Населення люд. (2006) | Площа (км²) | Мапа |
| --- | ----------------- | ------------------ | ------ | ---------------- | --------------------- | ----------- | ---- |
| 1.  | Андреас           | Andreas            | Округ  | Ер               | 1 381                 | 31,1        |      |
| 2.  | Арборі            | Arbory             | Округ  | Рашен            | 1 723                 | 17,7        |      |
| 3.  | Балаґ             | Ballaugh           | Округ  | Майкл            | 1 042                 | 23          |      |
| 4.  | Браддан           | Braddan            | Округ  | Мідл             | 3 151                 | 42,6        |      |
| 5.  | Брайд             | Bride              | Округ  | Ер               | 418                   | 21,7        |      |
| 6.  | Каслтавн          | Castletown         | Місто  | Рашен            | 3 109                 | 2,3         |      |
| 7.  | Дуґлас            | Douglas            | Місто  | Мідл             | 26 218                | 10,1        |      |
| 8.  | Джерман           | German             | Округ  | Ґленфаба         | 995                   | 45,3        |      |
| 9.  | Джарбі            | Jurby              | Округ  | Майкл            | 659                   | 17,7        |      |
| 10. | Лаксі             | Laxey              | Село   | Ґафф             | 1 768                 | 2,4         |      |
| 11. | Лезер             | Lezayre            | Округ  | Ер               | 1 237                 | 62,3        |      |
| 12. | Лонан             | Lonan              | Округ  | Ґафф             | 1 563                 | 35,2        |      |
| 13. | Мелйю             | Malew              | Округ  | Рашен            | 2 304                 | 47,1        |      |
| 14. | Маровні           | Marown             | Округ  | Мідл             | 2 086                 | 23          |      |
| 15. | Маґолд            | Maughold           | Округ  | Ґафф             | 950                   | 34,5        |      |
| 16. | Майкл             | Michael            | Район  | Майкл            | 1 640                 | 33,9        |      |
| 17. | Онкен             | Onchan             | Район  | Мідл             | 9 172                 | 24,7        |      |
| 18. | Патрік            | Patrick            | Округ  | Ґленфаба         | 1 294                 | 42,2        |      |
| 19. | Піл               | Peel               | Місто  | Ґленфаба         | 4 280                 | 1,7         |      |
| 20. | Порт Ерін         | Port Erin          | Село   | Рашен            | 3 575                 | 2,6         |      |
| 21. | Порт Сент-Мері    | Port St Mary       | Округ  | Рашен            | 1 913                 | 1,4         |      |
| 22. | Рамзі             | Ramsey             | Округ  | Ґафф             | 7 309                 | 3,7         |      |
| 23. | Рашен             | Rushen             | Округ  | Рашен            | 1 591                 | 25          |      |
| 24. | Сантон            | Santon             | Округ  | Мідл             | 680                   | 21          |      |
|     | Усього            |                    |        |                  | 80 058                | 572         |      |

## Населення
Згідно з перепису 2001 року, на острові Мен проживає 76 315 осіб, з яких 25 347 проживають у столиці острова — місті Дуглас. Густота населення — 133 особи на км ².
Міста — Дуглас (столиця), Рамсі, Каслтавн, Пив.
Острів є частиною Діоцез Содор і Мен Церкви Англії.

## Економіка
Найбільшим банком на острові є Isle of Man Bank, що має загалом на острові 11 представництв.
Острів є одним із найбільших офшорних центрів Європи та світу.

## Поштові марки та історія пошти
У минулому на острові Мен використовувалися поштові марки Великої Британії, а з 1971 року з набуттям поштового самостійності в поштовому обігу стали використовуватися власні поштові марки.

## Цікаві факти

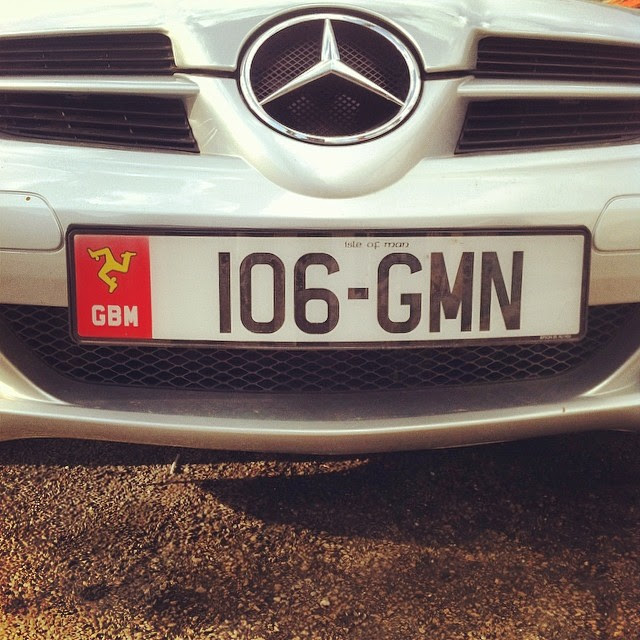
Автомобільні номери Острову Мен

- З 1907 року на острові проводяться мотоциклетні перегони Isle of Man TT[17].
- У 1930-х роках острів став відомий завдяки міській легенді про Мангуста на ймення Джеф.
- На острові практично відсутнє обмеження швидкості при русі дорогами загального користування, поза містами та іншими населеними пунктами, що робить його вельми привабливим для любителів швидкої їзди з сусідньої Великої Британії. Острів Мен — одне з улюблених місць журналу Top Gear для проведення порівнянь спортивних автомобілів, так званих «Гран-Прі острова Мен»[18][19].
- З 1962 по 1965 роки на острові випускався автомобіль «Peel P50», найменша серійна модель у світі[20].
- Частиною системи громадського транспорту столиці острова Дугласа є Дугласький кінний трамвай, чинний з 1876 року донині[21].
- Острів Мен — єдине на Британських островах місце, яке не має представництва в парламенті Великої Британії.
- На острові була виведена унікальна порода кішок без хвоста.
- 1979 року Пошта острови Мен випустила марку в 13 пенсів із зображенням Менської ктирі. 2001 року була випущена інша марка із зображенням цієї комахи номіналом в 58 пенсів[джерело не вказане 4396 днів].
- Острів Мен є одним з основних місць дії роману Вальтера Скотта «Певеро Пік». Шарлота Стенлі, графиня Дербі, правителька острова в другій половині XVII ст., також є одним з головних дійових осіб твору.
- Острову Мен присвячений четвертий з п'яти фільмів американського художника-концептуаліста Метью Барні «Cremaster 4». У фільмі програється історія, міфологія та географія острова, включаючи тему автомобільних змагань та місцевого фольклору. В іншому фільмі Барні цього ж циклу, «Cremaster 3», переказується народна легенда виникнення острова.

## Символи
Одним з символів Острова Мен є безхвостий кіт менкс (англ. Manx).